# История почты и почтовых марок острова Мэн
История почты и почтовых марок острова Мэн условно может подразделяться на период функционирования британской почты (1765—1973) и период почтовой самостоятельности (с 5 июля 1973 года), когда было создано Почтовое ведомство острова Мэн (англ. Isle of Man Post Office) и стали выпускаться собственные знаки почтовой оплаты.

## Развитие почты

### Королевская почта
Почтовая служба острова Мэн изначально была частью Королевской почты Великобритании.
Мало сведений сохранилось о ранней почтовой связи на острове Мэн. В 1765 году, согласно принятому британским парламентом Закону о приобретении острова Мэн, более известному как Act of Revestment («Закон о возврате прав»), остров был возвращён британской короне. Вскоре после этого между Уайтхэйвеном (Whitehaven) и Дугласом была организована государственная служба доставки корреспонденции пакетботами. До 1822 года Дуглас был подчинён Уайтхэйвену, но когда в том году служба доставки корреспонденции пакетботами была переведена в Ливерпуль, Дуглас стал почтовым городом.
Первый известный ручной штемпель гашения появился в 1767 году. На корреспонденции ставились оттиски штемпелей, типичных для британской провинции, с надписью «Isle of Man» («Остров Мэн»). В период с 1832 по 1840 год на острове работала «пенни-почта». Её отделения находились в Дугласе, Каслтауне, Пиле и Рамси.
Начиная с 1844 года в Дугласе использовались почтовые штемпели с изображением мальтийского креста и цифровым обозначением 407; в 1851 году коды 036 и 037 были присвоены городам Рамси и Каслтаун.
С 1879 года почтовая связь с Англией осуществлялась ежедневно.

### Почтовая самостоятельность
В 1966 году правительство Великобритании стало разрабатывать план реорганизации Главного почтового управления в государственную корпорацию и в рамках этого процесса предложило Коронным землям взять на себя контроль над почтовой связью на своей территории. 18 октября 1968 года Тинвальд (парламент острова Мэн) принял решение отказаться от этого предложения, тем не менее положение об этом было включено в Законе о почтовом ведомстве 1969 года.
На Нормандских островах местные власти приняли предложение, и в октябре 1969 года функции британской почты в области почтово-телефонной связи были переданы соответственно во вновь создаваемые «Джерси Пост» и «Гернси Пост» (телефонная связь была соответственно передана в ведение «Джерси Телеком» и «Гернси Телекомс»).
В 1972 году, после проведенных Тинвальдом переговоров об исключении телефонной сети из числа передаваемых активов, стороны договорились о том, что остров Мэн в конце концов возьмет на себя контроль над почтой острова. В результате передача активов была завершена 5 июля 1973 года созданием Управления почтового ведомства острова Мэн (Isle of Man Post Office Authority). Затраты на приобретение активов Royal Mail, в размере £148 624, окупились в течение первого года за счёт полученной ведомством прибыли.
В дальнейшем почтовая служба острова Мэн была реорганизована в соответствии с Законом о почте 1993 года (Post Office Act 1993) в государственный комитет (Statutory Board) Тинвальда. Некоторое время почтовый оператор на острове Мэн обозначался брендом «Isle of Man Post» («Почта острова Мэн»; мэн. «Post Ellan Vannin»). В феврале 2004 года название островной почты было изменено на Isle of Man Post Office (Почтовое ведомство острова Мэн).

## Выпуски почтовых марок

### Региональные выпуски
До 1971 года на острове использовались почтовые марки Великобритании. 19 августа 1958 года почта Великобритании выпустила первые региональные марки для острова Мэн. Их дизайн соответствовал таковому на стандартных марках Великобритании того времени. На них был помещён ранний портрет Елизаветы II работы фотографа Дороти Уайлдинг, благодаря чему серия получила известность как серия «Уайлдинг». Дополнительно на этих марках присутствовала региональная символика острова Мэн.
В 1971 году появились новые региональные марки для острова Мэн, которые были вариантом так называемой серии «Машен» — нового варианта стандартных марок Великобритании, на которых была изображена королева. В левом верхнем углу на этих марках размещался трискелион — региональный символ острова Мэн.
С 1971 по 1973 год региональные марки острова Мэн и общебританские почтовые марки использовались на острове в почтовом обращении на равных. В почтовом отношении остров входил в состав Северо-Западного почтового района (North West Postal Region).

### Собственные эмиссии
Не будучи частью Великобритании, остров Мэн стал впоследствии выпускать собственные почтовые марки. Первые такие марки поступили в обращение в 1973 году, после чего почтовые марки острова Мэн стали единственными действующими на острове. Они не принимаются для оплаты почтовых услуг в Великобритании.
Марки острова популярны среди коллекционеров, и почтовая служба острова Мэн проводит политику выпуска необычных в разных отношениях марок. Так, 1 июля 2002 года была выпущена серия из шести почтовых марок, дизайн которых был заказан Полу Маккартни.
Остров Мэн был первой территорией, выпустившей в 2003 году почтовые марки, посвящённые кинотрилогии «Властелин колец».